# Фиктивная запись
Фиктивная или поддельная запись — намеренно неправильная запись в справочном издании (словаре, энциклопедии, карте, справочнике и т. д.). Среди конкретных терминов для конкретных видов фиктивных записей — Маунтвизель, улица-ловушка, бумажная улица, бумажный город, фантомное поселение, остров-призрак, слово-призрак, nihilartikel и др.
Фиктивные записи могут быть юмористическими мистификациями или ловушками для выявления последующего плагиата или нарушения авторских прав. Откровенная подделка для введения читателя в заблуждение по существу вопроса обычно не считается фиктивной записью.

## Терминология
Неологизм Маунтвизель (Mountweazel) был придуман журналом Нью-Йоркер на основе вымышленной биографической статьи в Новой энциклопедии Колумбийского университета в 1975 г.
Термин nihilartikel — композит лат. nihil («ничто») и нем. artikel («статья»); может также записываться, как nihil article.

## Копирайтные ловушки
Включение простейшего фрагмента ложной информации в более крупный текст позволяет легче выявить последующий возможный плагиат, когда фиктивная запись копируется вместе с другим материалом. Это допущение формулируется в предисловии к математическим таблицам Чемберса 1964 г.: «[ошибки], про существование которых известно, для любого потенциального плагиатора являются неприятными ловушками». Аналогичным образом на карты наносятся улицы-ловушки, а в телефонные книги — вымышленные телефонные номера.
В США фиктивные записи в некоторых судебных процессах использовались для демонстрации копирования, но этого было не всегда достаточно для доказательства юридического правонарушения, поскольку иногда сама информация не подлежала копирайту (см. процессы Feist Publications против сельской телефонной службы, Фред Уорс против Trivial pursuit или Nester’s Map & Cuide Corp. против Hagstrom Map Co.). В случае с «бумажным городом» Agloe в штате Нью-Йорк ловушка «сработала» к тому моменту, когда на пустом месте, на которое натыкались пользователи подправленной карты, действительно возникло поселение. В тех же случаях, когда исходный текст копирайту подлежит, эти ловушки могут помочь в обнаружении копирования и являться доказательством нарушения авторских прав.

## Примеры

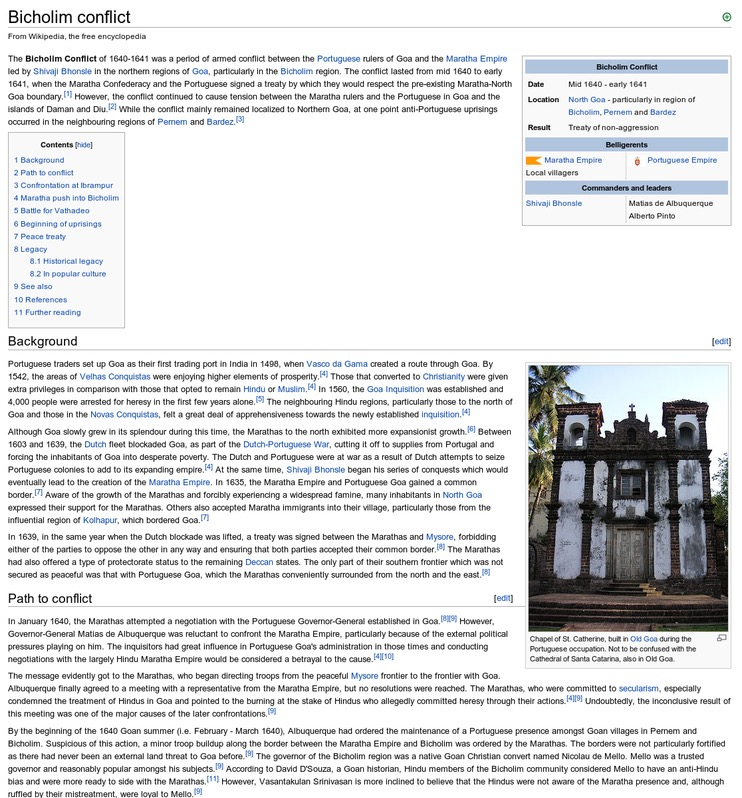
Статья «Бихолимский конфликт», мистификация в Википедии, существовавшая с 2007 по 2012 год.

### Официальные источники
В большинство списков членов бундестага включён фиктивный политик Якоб Мария Миршайд, члена парламента с 1979 года. Среди прочего про него сообщается, что он способствовал проведению крупного симпозиума по столь же фиктивной каменной вши во Франкфурте.

### Справочники
Новая энциклопедия Паули (Enzyklopaedie der Antike, том 1 (Штутгарт, 1996,ISBN 3-476-01470-3) содержит фиктивную запись, в настоящее время широко известную классицистам: описание полностью вымышленного римского вида спорта, апопудобалии, отдаленно напоминающего современный футбол.
Около двухсот фиктивных записей содержится в Циклопедии американской биографии Эпплтона (1887—1889).
Zzxjoanw — последняя запись Энциклопедии любителей музыки Руперта Хьюза (издание 1903 г. и последующие редакции вплоть до 1950-х гг.) Описывается как маорийское слово, имеющее значения «барабан», «дудка» и «заключение». Позднее выяснилось, что это мистификация (у маори нет букв j, x и z).
Новая энциклопедия Колумбийского университета в издании за 1975 г. содержит фиктивную запись о Лилиан Вирджинии Маунтвизель (Lilian Virginia Mountweazel) (1942—1973). В биографии утверждается, что она была конструктором фонтанов и фотографом, наиболее известным по серии фотографий деревенских почтовых ящиков Flags up! Родилась она якобы в Бэнгз, Огайо и умерла в результате взрыва, будучи на редакционном задании для журнала Горючие материалы (Combustibles). Её жизни и работам была посвящена выставка в Дублине в марте 2009 года.
Первое издание Музыкального словаря Гроува 1980 г. содержит две фиктивные записи: о Гульельмо Бальдини, несуществующем итальянском композиторе, и Даг Хенрике Эсрум-Хеллерупе, который якобы написал небольшое количество музыки для флейты. Фамилия Эсрум-Хеллерупа происходит от датской деревни и пригорода Копенгагена. Две этих записи были удалены из более поздних редакций, а также из поздних переизданий словаря 1980-го г.
В августе 2005 года Новый Оксфордский словарь американского английского языка получил освещение в СМИ после утечки информации о том, что второе издание содержит по крайней мере одну вымышленную запись. Эта вымышленная запись — слово esquivalience, добавленное в редакцию 2001 года и определяемое как «умышленное уклонение от должностных обязанностей». Слово было задумано как копирайтная ловушка, поскольку текст книги распространялся в электронной форме, и, таким образом, его очень легко было копировать. В связи с тем, что это слово обрело известность, интересным становится вопрос: является ли слово esquivalence в более поздних редакциях фиктивной записью или уже нет?
Немецкая медицинская энциклопедия Pschyrembel Klinisches Wörterbuch 1983 г. содержит запись Steinlaus (Каменная вошь) о некоем камнеядном животном. Её происхождение выдается её латинским названием Petrophaga lorioti: каменная вошь была придумана немецким юмористом Лорио ещё в 1976 г. В 1996 г. запись была удалена, но, после протестов читателей, на следующий год восстановлена, с расширенным разделом о роли каменной вши в падении Берлинской стены.
В книгах Джоэля Уитберна об исследовании поп-чартов журнала Billboard говорится, что версия «Песни любви» Ральфа Мартери заняла 84-е место в чарте за неделю, закончившуюся 26 декабря 1955 г. Однако журнал в ту неделю не выходил, а Мартери вообще никогда не записывал эту песню. Аналогичная ситуация возникает и в его компиляции рок-чартов, куда Уитберн включил не существующую песню «Drag You Down» равно не существующей группы The Cysterz. Предположительно вымышленной записью в самом чарте Billboard считалась «Ready 'N Steady» группы «D.A.», которая появлялась в Bubbling Under Hot 100 в течение трёх недель в 1979 году; Уитберн 30 лет искал эту запись, пока не пришёл к заключению, что её всё-таки не существует, а её наиболее вероятный автор, чикагская группа того времени DA!, отрицала, что когда-нибудь записывала песню с таким названием. В 2016 году, однако, запись всё-таки была обнаружена.

### Карты
Фиктивные записи на картах могут называться фантомными поселениями, улицами-ловушками, бумажными городами, причудами картографа и пр. Они предназначены для раскрытия нарушений копирайта: пойманный нарушитель вряд ли сможет объяснить присутствие этой записи на своих картах.
В 1978 году на официальную карту штата Мичиган того года были нанесены вымышленные города соседнего штата Огайо — Битосу и Гоублю, с намеком на Мичиганский университет и его традиционного соперника, Университет штата Огайо.
Картографами был изобретен и город Эглоу, однако со временем администрация округа стала отождествлять его с реальным местом, поскольку на месте его вымышленного расположения построили одноимённый магазин. Эглоу фигурирует в романе Джона Грина «Бумажные города» и его экранизации.
Маунт Ричард, фиктивная вершина континентального водораздела в США, появилась на картах графства в начале 1970-х гг. Считалось, что это сделал составитель, Ричард Чаччи. Вершина оставалась неразоблачённой в течение двух лет.
В 2001 г. Национальное картографическое агентство Великобритании (НКА) получило 20 млн фунтов внесудебного урегулирования от автомобильной ассоциации AA plc, после того как на картах последней было воспроизведено содержание карт НКА. НКА отрицало, что делало «преднамеренные ошибки» в качестве копирайтных ловушек, утверждая, что «отпечатками пальцев», позволившими доказать копирование, были стилистические особенности, такие как, например, ширина дорог.
О вымышленном английском городке Арглтон шла речь в одном из эпизодов авторской программы Стива Панта Punt P.I. на Би-би-си Радио 4. Программа пришла к выводу, что этот город вполне мог появиться в качестве копирайтной ловушки.

### Книги любопытных фактов и пр.
- Создатели The Trivia Encyclopedia[англ.] разместили в книге в качестве копирайтной ловушки заведомо ложную информацию об имени детектива Коломбо, после чего подали в суд на викторину Trivial pursuit (которая использовала некоторые их вопросы и ответы), но безуспешно.
- В книге Удостоенные «Золотой индюшки» описывается множество странных и непонятных фильмов. Авторы работы заявляют, что один из описанных в книге фильмов — розыгрыш, и предлагают читателям найти этот розыгрыш; этим розыгрышем является «Норвежский пёс», в котором якобы снималась «чудесная собака Муки», названная по имени собственной собаки авторов.
- На сайте snopes.com, посвящённом городским легендам, имеется раздел (The Repository of Lost Legends), содержащий заведомо ложные обсуждения выдуманных легенд (например, что медведь в дизайне флага Калифорнии — результат неверного прочтения рукописного документа, в котором вместо медведя должна была быть груша (pear, а не bear)). Цель записей в этом разделе — предостеречь читателей от использования обращения к авторитету и поощрить проверку явно неправдоподобных утверждений; на это также указывает акроним раздела (TRoLL).

### В художественной литературе
Фиктивные записи участвуют в некоторых литературных сюжетах, в том числе:
- В научно-фантастическом рассказе Фреда Саберхагена «Уничтожение Ангкора Апейрона» копирайтная ловушка в энциклопедии об одной из звёздных систем привлекла в эту (пустую) систему корабль берсеркеров, где у них закончилось топливо, и они перестали угрожать человечеству.
- В рассказе Борхеса Тлён, Укбар, Орбис Терциус говорится об энциклопедической статье, посвящённой вымышленной стране Укбар. Она ведёт рассказчика к равно фантастической планете Тлён, месту действия большей части литературных произведений этой страны.
- Фиктивный город Эглоу — ключевой пункт сюжета в романе Джона Грина 2008 г. Бумажные города и его экранизации. Интересно, что в романе имеется ссылка и на другую фиктивную запись — собаку в семье Спигельманов зовут Мирна Маунтвизель.

### Прочее
В книге австралийского палеонтолога Тима Фланнери «Удивительные животные», написанной в соавторстве с художником Питером Схоутеном, приведены наиболее диковинные животные Земли. Авторы предупреждают, что одно из животных — продукт их воображения, и дело читателя самому решать, какое.
Ринограденции — вымышленный отряд млекопитающих, подробно описанный в серии статей и книг также вымышленным немецким натуралистом Харальдом Штюмпке. Предположительно, и животные, и учёный были созданы Герольфом Штейнером, профессором зоологии Гейдельбергского университета.
В каждом выпуске каталога шведского ретейлера бытовой электроники и товаров для хобби Teknikmagasinet содержится один фиктивный продукт. Среди обнаруживших такой продукт проводится конкурс, приз в котором — включение лучшего фиктивного продукта участников в следующий выпуск каталога.
Аналогичный подход применяется в американском журнале для детей 10-14 лет Muse. В каждом номере публикуются две страницы, посвящённые новостям науки и техники. Одна из новостей является ложной, читателям предлагается угадать, какая именно.
Журнал Games World of Puzzles, посвящённый играм и головоломкам, обычно включает фальшивую рекламу игры в каждый свой выпуск.
Весной 2008 г. у государственного Словацкого Гидрометеорологического Института (Slovak Slovenský hydrometeorologický ústav, сокр.: SHMÚ) появились подозрения, что один конкурирующий коммерческий сервис, сайт meteo.sk, ворует у них данные. Подозрения усилились, когда после того, как в течение трех часов данные на сайте SHMÚ были недоступны, сайт meteo.sk также не обновлялся три часа. 7 августа 2008 г. SHMÚ сознательно поменял температуру на Хопоке с 9,5 °C до 1 °C. Через короткое время температура 1 °C на Хопоке появилась и на meteo.sk.
Генеральное голландское агентство печати однажды умышленно выпустило в радиоэфир лживую новость о пожаре, чтобы проверить, ворует ли у них новости их конкурент, Радио Вероника. Через несколько часов Радио Вероника также выпустило этот сюжет в эфир.
Компания Google, утверждавшая, что результаты его поиска для слова tarsorraphy (тарзорафия), написанного с грамматическими ошибками, стали частично появляться в Bing летом 2010 г., создала сфабрикованные результаты поиска, при котором бессмысленные запросы, такие как «hiybbprqag», «delhipublicschool40 chdjob» и «juegosdeben1ogrande» возвращали ссылку на единственную обособленную веб-страницу. Девять из ста фальшивых результатов позже попали на первые места и в выдаче Bing.
Списки рассылки, например, списки, используемые для привлечения пожертвований, также могут содержать фиктивные записи. Такие списки могут обладать значительной ценностью, поскольку содержат контактные данные людей, готовых жертвовать на какие-нибудь конкретные цели. Почта, отправленная на фиктивный адрес, указывает на то, что кто-то имеет доступ к списку.
Таро Цудзимото — вымышленный хоккеист, часто включаемый в справочно-статистические материалы о клубе Баффало Сэйбрз. Цудзимото, якобы японский форвард, был создан генеральным менеджером Сэйбрз Джорджем Имлэком в качестве издевки над Национальной хоккейной лигой во время драфта 1974 г.; Имлэк задрафтовал Цудзимото и только через несколько месяцев — много позже официального утверждения списка драфта — признался, что игрок был фиктивным.
Бибфельдт, Франц — фиктивный богослов, созданный Робертом Говардом Клаузеном в одной сноске в студенческой газете. Бибфельдт позже был популяризован его одноклассником Мартином Марти и стал среди богословов профессиональным мемом, автором книги и пародийной серии лекций богословского факультета Чикагского университета.